# Blender
Blender es un programa informático multiplataforma, dedicado especialmente al modelado, iluminación, renderizado, la animación y creación de gráficos tridimensionales. También permite realizar composición digital utilizando la técnica procesal de nodos, edición de vídeo, escultura (incluye topología dinámica) y pintura digital.
El programa fue inicialmente distribuido de forma gratuita pero sin el código fuente, con un manual disponible para la venta, aunque posteriormente pasó a ser software libre. Actualmente es compatible con todas las versiones de Windows, macOS, GNU/Linux, Android, Solaris, FreeBSD e IRIX.
Blender es ampliamente conocido por la película Flow (2024), ganadora del premio Oscar.

## Historia
En 1988, Ton Roosendaal cofundó el estudio de animación neerlandés NeoGeo, que rápidamente se convirtió en el primer estudio más grande de animación 3D en Países Bajos y en una de las más destacadas casas de animación en Europa. NeoGeo creó producciones que fueron premiadas (European Corporate Video Awards de 1993 y 1995) para grandes clientes corporativos tales como Philips. En NeoGeo, Ton fue el responsable tanto de la dirección artística como del desarrollo interno del software. Después de una cuidadosa deliberación, Ton decidió que la actual herramienta 3D utilizada en el estudio de NeoGeo era demasiado vieja y voluminosa de mantener y actualizar y necesitaba ser reescrita desde el principio. En 1995, esta reescritura comenzó y estaba destinado a convertirse en el software de creación 3D que ahora conocemos como Blender. Mientras NeoGeo continuaba refinando y mejorando Blender, Ton se dio cuenta de que Blender podría ser utilizado como una herramienta para otros artistas fuera del estudio NeoGeo.
En 1998, Ton decidió crear una nueva compañía llamada Not a Number (NaN) derivada de NeoGeo para fomentar el mercado y desarrollar Blender. En la base de NaN, estaba el deseo de crear y distribuir gratuitamente una suite de creación 3D compacta y multiplataforma. En ese momento, esto fue un concepto revolucionario ya que la mayoría de los programas comerciales de modelado costaban miles de dólares. NaN esperaba conseguir una herramienta de modelado y animación de un nivel profesional al alcance del público en general. El modelo de negocio de NaN consistía en proporcionar productos comerciales y servicios alrededor de Blender. En 1999, NaN asistió a su primera conferencia en el Siggraph en un esfuerzo aún mayor para promocionar Blender. La primera convención del Siggraph para Blender en 1999 fue un auténtico éxito y provocó un enorme interés tanto de la prensa como de los asistentes en la convención.
En alas del gran éxito del Siggraph, a principios del año 2000, NaN consiguió una financiación de 4,5 millones de euros procedente de unos inversores. Este gran aporte de dinero permitió a NaN expandir rápidamente sus operaciones. Pronto NaN alardeó de tener más de 50 empleados trabajando alrededor del mundo intentando mejorar y promocionar Blender. En el verano del 2000, Blender 2.0 fue publicado. Esta versión de Blender integraba un motor de juegos a la suite 3D. Al final del 2000, el número de usuarios registrados en el sitio web de NaN sobrepasó los 250 000.
Desafortunadamente, las ambiciones y oportunidades de NaN no coincidieron con las capacidades de la compañía ni con la realidad del mercado de la época. Este sobredimensionamiento de la empresa condujo a una reestructuración creando una compañía (NaN) más pequeña y con nuevos fondos procedentes de los inversores. Seis meses más tarde, el primer producto comercial de NaN, Blender Publisher fue lanzado. Este producto fue dirigido al emergente mercado de medios interactivos en 3D basados en entornos web.

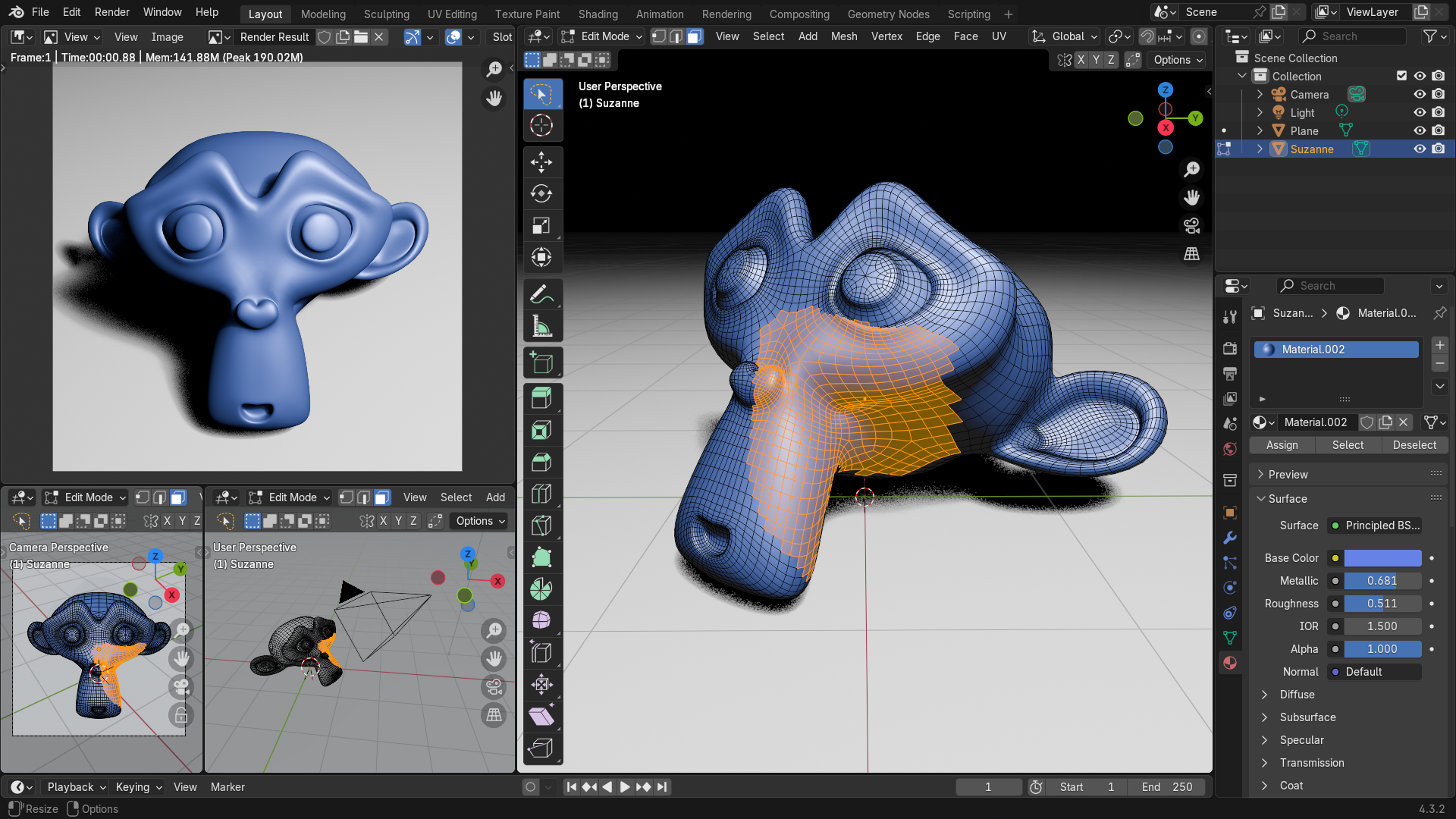
La interfaz de Blender permite una gran personalización.

Debido a las decepcionantes ventas y al continuo clima de dificultades económicas, los nuevos inversores decidieron dar por terminadas las actividades de NaN. Esto también incluía parar el desarrollo de Blender. Si bien existían claramente defectos en la actual versión de Blender, con una arquitectura interna del software compleja, características inacabadas y una interfaz de usuario no muy común, la magnífica ayuda de la comunidad y los clientes que habían comprado Blender Publisher en el pasado provocó que Ton no pudiera permitir que Blender desapareciera en el olvido. Como relanzar una nueva compañía con un equipo suficientemente grande de desarrolladores no era factible, en marzo de 2002, Ton Roosendaal fundó la
organización no lucrativa Blender Foundation (Fundación Blender).
El primer objetivo de la Fundación Blender fue encontrar una manera de continuar el desarrollo y la promoción de Blender como un proyecto de código abierto basado en la comunidad de usuarios. En julio de 2002, Ton logró obtener de los inversores de NaN un "sí" para que la Fundación Blender llevara a cabo su plan de que Blender fuera código abierto. La campaña de "Liberen a Blender" tenía que obtener 100 000 EUR para que la Fundación pudiese comprar los derechos del código fuente y los de propiedad intelectual de Blender a los inversores de NaN y, posteriormente, liberar Blender a la comunidad de código abierto. Con un entusiasta grupo de voluntarios, entre los que se encontraban varios exempleados de NaN, fue lanzada la campaña de "Liberen a Blender". Para el deleite y sorpresa de todo el mundo, la campaña alcanzó el objetivo de 100 000 EUR en solo 7 semanas.
El domingo 13 de octubre de 2002, Blender fue liberado al mundo bajo los términos de la Licencia Pública General de GNU v2 (GPL). El desarrollo de Blender continúa hasta nuestros días conducido por un equipo de voluntarios procedentes de diversas partes del mundo y liderados por el creador de Blender, Ton Roosendaal. De hecho, Blender se ha mantenido en la licencia "GNU GPLv2 o superior" intencionadamente no actualizándose a GPLv3, ante la ausencia de beneficios.

### Suzanne, la "mascota" mono
En enero-febrero de 2002 estaba claro que NaN no podría sobrevivir y cerraría sus puertas en marzo. Sin embargo, sacaron una versión más, 2.25. Como una especie de huevo de Pascua, y última etiqueta personal, los artistas y desarrolladores decidieron añadir un modelo 3D de la cabeza de un chimpancé, aunque en el software es conocido como "mono". Fue creado por Willem-Paul van Overbruggen (SLiD3), quien lo nombró Suzanne en honor al orangután en la película de Kevin Smith Jay y Silent Bob Strike Back. Suzanne es la alternativa de Blender a los modelos de prueba más comunes como la Tetera de Utah y el Conejo de Stanford. Un modelo de bajo polígono con solo 500 caras, Suzanne se incluye en Blender y a menudo se utiliza como una forma rápida y fácil de probar materiales, animaciones, aparejos, texturas y configuraciones de iluminación. También se usa frecuentemente en imágenes de chistes. El mayor concurso de Blender otorga un premio llamado Suzanne Award.

## Relevancia en la industria

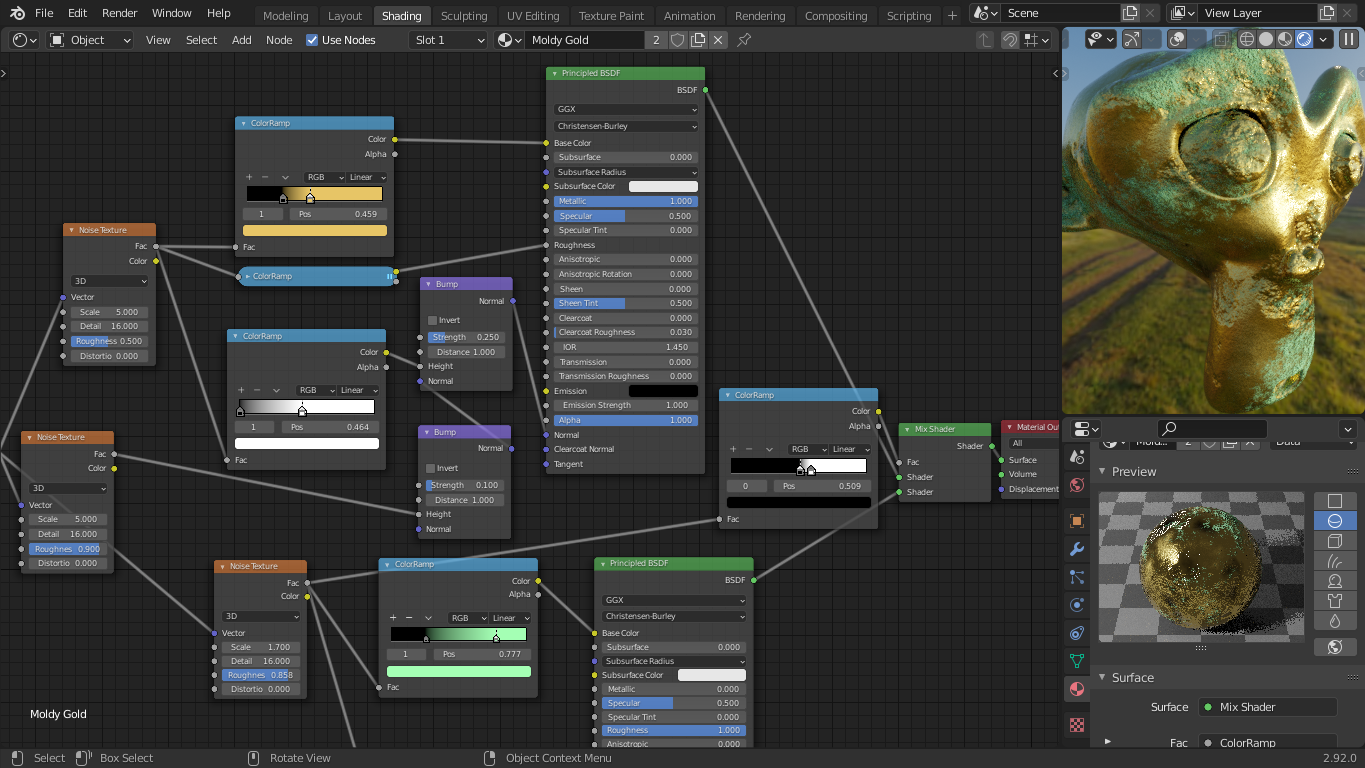
Edición de nodos de sombreado de Blender

Aun siendo una herramienta relativamente nueva, ha gozado de la aceptación de muchos animadores independientes y pequeños estudios (sobre todo para anuncios de televisión). En las superproducciones aún no la han usado para generar CGI finales (tal como se ven en el cine o en la televisión), pero sí la han usado en etapas intermedias. A continuación hay un listado de proyectos que la han usado profesionalmente:
- El 18 de febrero de 2010 se estrenó el primer largometraje animado realizado íntegramente con software libre, usando a Blender como herramienta principal; se trata de Plumíferos,[6] proyecto que está impulsando el desarrollo de Blender aún más, sobre todo a nivel de animación y manejo de bibliotecas a gran escala.

- Se ha usado en películas, tales como Spider-Man 2, para hacer previsualización de escenas (Screen-Board Test). También ha sido usada en la película, de Marvel, Captain America: The Winter Soldier.[7]

- Hay algunas propuestas más llevadas a la producción e integración con gráficos mediante Motion Track, tales como "Friday or another day", que es de los primeros casos de su uso junto con película de 35mm.[8]

- Ha sido la principal herramienta en proyectos, hechos con participación de diversos usuarios de Blender y encabezados por Ton Rossendaal, como el cortometraje Elephants Dream.[9] Esos proyectos sirven como experimentos de sus capacidades, aportando esta experiencia a los demás usuarios.

## Características

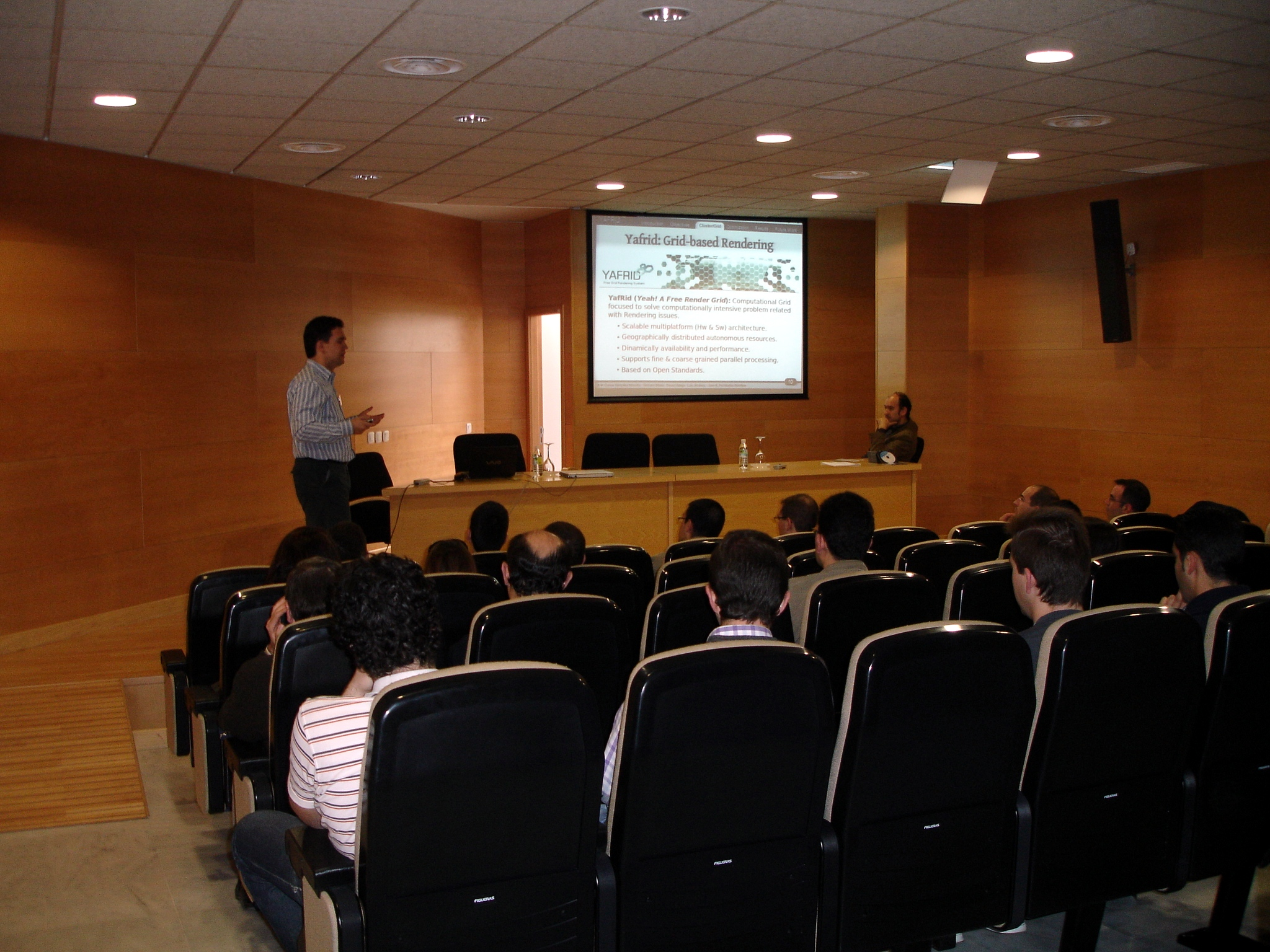
Conferencia sobre Yafrid en un congreso de software libre.

- Multiplataforma, libre, gratuito y con un tamaño de origen realmente pequeño comparado con otros paquetes de 3D, dependiendo del sistema operativo en el que se ejecuta.
- Capacidad para una gran variedad de primitivas geométricas, incluyendo curvas, mallas poligonales, vacíos, NURBS, metaballs.
- Junto a las herramientas de animación se incluyen cinemática inversa, deformaciones por armadura o cuadrícula, vértices de carga y partículas estáticas y dinámicas.
- Edición de audio y sincronización de vídeo.
- Características interactivas para juegos como detección de colisiones, recreaciones dinámicas y lógica.
- Posibilidades de renderizado interno versátil e integración externa con potentes trazadores de rayos o "raytracer" libres como kerkythea, YafRay o Yafrid.[10]
- Lenguaje Python para automatizar o controlar varias tareas.
- Blender acepta formatos gráficos como TGA, JPG, Iris, SGI, o TIFF. También puede leer ficheros Inventor.
- Motor de juegos 3D integrado, con un sistema de ladrillos lógicos. Para más control se usa programación en lenguaje Python.
- Simulaciones dinámicas para softbodies, partículas y fluidos.
- Modificadores apilables, para la aplicación de transformación no destructiva sobre mallas.
- Sistema de partículas estáticas para simular cabellos y pelajes, al que se han agregado nuevas propiedades entre las opciones de shaders para lograr texturas realistas.
- Capacidad para hacer Match moving.

## Motores gráficos
Blender está pensado para representar, o dibujar, escenas 3D, generando al final una imagen 2D. Esa representación se realiza mediante motores gráficos, los cuales pueden ser de varios tipos. Blender trae por defecto tres motores gráficos de  pre-renderizado y uno de tiempo real.
Los tres de pre-renderizado se pueden dividir en dos realistas (orientados a la creación de imágenes de aspecto fotorealista) y uno de representación de dibujo a mano. Los dos realistas son el llamado 'motor interno', que es el original de Blender y aún es el seleccionado por defecto al ejecutar por primera vez la aplicación, y Cycles, que es un motor más reciente y basado en el trazado de rayos de luz. A partir de la versión 2.67, Blender incorporó un nuevo motor gráfico (FreeStyle), enfocado a crear trazos que simulan dibujos hechos a mano. El motor gráfico para tiempo real se basa en OpenGL, y Blender lo emplea tanto para la edición del escenario 3D (a través del editor llamado '3D View') como para su motor de juegos ('Game Engine').
Pero además de esos motores gráficos, Blender facilita la creación de un flujo de trabajo con otros externos. Para ello se pueden exportar las escenas a esos otros motores. Pero también existen añadidos que permiten trabajar en Blender usando esos motores como si estuviesen integrados en Blender.

### Interno
Es el motor gráfico original de Blender. Para escenas simples, crea los renderizados con más rapidez que Cycles. Pero requiere de más esfuerzo, por parte del usuario, el obtener resultados con aspecto fotorealista cuando la escena es compleja. Desde la versión 2.80 en adelante se removió este motor.

### Cycles
Fue introducido en la versión 2.61 de Blender. Es un motor gráfico basado en el trazado de rayos de luz. Y, más en concreto, está basado en una técnica conocida como  BRDF. Está pensado para crear imágenes fotorealistas de forma más sencilla. Pero crea imágenes con más ruido que el llamado 'motor interno', y el tiempo de renderizado es mayor (al menos para escenas simples, aunque puede ser mejorado con el uso de tarjetas gráficas compatibles). A partir de la versión 2.70 tiene renderizado volumétrico, y a partir de la 2.71 posee el sistema para renderizar humo y fuego.
En la versión 2.79, el motor de Cycles incorpora características como Denoising, que filtra la imagen resultante utilizando información (conocida como pases en render) recopilada durante el renderizado para eliminar el ruido, preservando al mismo tiempo los detalles visuales. Se puede renderizar a 10 samples, por ejemplo, eliminando notablemente el ruido. Esto hace que el motor de render Cycles sea verdaderamente rápido y con buena calidad. También incorpora Shadow Catcher. El nodo PBR Shader, Filmic Color Management y mucho más.
Una de las grandes novedades de Blender desde la versión 2.65 es la inclusión del Open Shading Language (OSL). OSL ha sido desarrollado por Sony Pictures Animation como un Shading language para modernos path-tracing en motores gráficos como Arnold o Cycles. OSL se encuentra en constante desarrollo, y su uso se puede ver en el motor gráfico Arnold utilizado en películas como The Amazing Spider-Man, Hombres de negro III, y el Hotel Transylvania, Lluvia de albóndigas 2, Los Pitufos 2.

### FreeStyle
Este motor gráfico permite crear trazos que simulan dibujos hechos a mano. Fue introducido en la versión 2.67 de Blender. No está pensado para ningún tipo de dibujo en concreto, sino que tiene una gran cantidad de parámetros que permiten configurar una gran cantidad de estilos de dibujo. Se pueden ver varios ejemplos, de estilos muy distintos, en las notas de la versión 2.67.
Aunque aquí lo consideramos un motor gráfico aparte, ya que el tipo de renderizado es completamente distinto al de los otros dos motores gráficos de Blender, FreeStyle interactúa con esos otros dos motores. Fue originalmente integrado solo con el motor interno, y no ha sido integrado con Cycles hasta la versión 2.72 de Blender. La ventaja de esta integración es la posibilidad de que la iluminación (incluyendo sombras), creada por Cycles sobre cada objeto que FreeStyle usa para renderizar trazos, puede influir en el renderizado de esos trazos. Además, desde el punto de vista de la interfaz de usuario, FreeStyle no es seleccionado en el mismo desplegable en el que son seleccionados el interno, Cycles o el motor de juegos, sino que hay que activarlo en el panel Freestyle de la pestaña Render del tipo de editor Properties.

## Simulaciones físicas

### Sólidos rígidos
En versiones anteriores a la versión 2.66, se podía usar Bullet en el editor de juegos de Blender, pero para usarlo en el de modelado había que "grabar" una simulación hecha en el de juegos. Sergej Reich, a través del programa GSoC del año 2012, integró Bullet en el entorno de modelado de Blender. Ese trabajo se añadió a la versión oficial de Blender en la versión 2.66. Y él mismo ha continuado ese trabajo en GSoC 2013, aunque a día 30 de septiembre de 2013 ese trabajo aún no ha sido añadido a ninguna versión oficial de Blender.
Por otro lado, bashi creó el complemento Bullet Constraints Tools, que es útil al trabajar con objetos fraccionados; facilita la creación de "constraints" y sirve para cambiar, a la misma vez, propiedades de varios objetos seleccionados. Además, Scorpion81 publicó, el día 1 de marzo de 2012, un complemento con el que se podían fracturar objetos de Blender, y que luego convirtió en modificador de Blender; a día 30 de septiembre de 2013 ha publicado varios parches para añadir ese modificador, pero aún no se ha incluido en ninguna versión oficial de Blender. Basándose en esos 2 complementos, Jonathan-L creó 4 videotutoriales sobre creación de roturas de objetos, cada uno de ellos centrado en un material: madera, vidrio, cemento y cerámica.

### Sólidos deformables

Simulación de física de fluidos

La simulación de sólidos deformables se puede realizar definiendo 3 tipos de objetos: "Collision", "Cloth" o "Soft Body". Los de tipo "Collision" modifican la forma, al colisionar, tanto de los definidos como "Cloth" (para simulación de telas) como de los definidos como "Soft Body" (para simulación de objetos blandos y huecos). En ambos casos la simulación solo se realiza teniendo en cuenta una superficie sin grosor; para simular la deformación de objetos macizos habría que usar otras aplicaciones, como por ejemplo OpenFOAM.
Desde la versión 2.70, la simulación de sólidos rígidos puede afectar a la de sólidos blandos, y viceversa; es decir, ambos tipos de simulación se pueden comunicar entre sí comportándose como una sola simulación.

### Fluidos

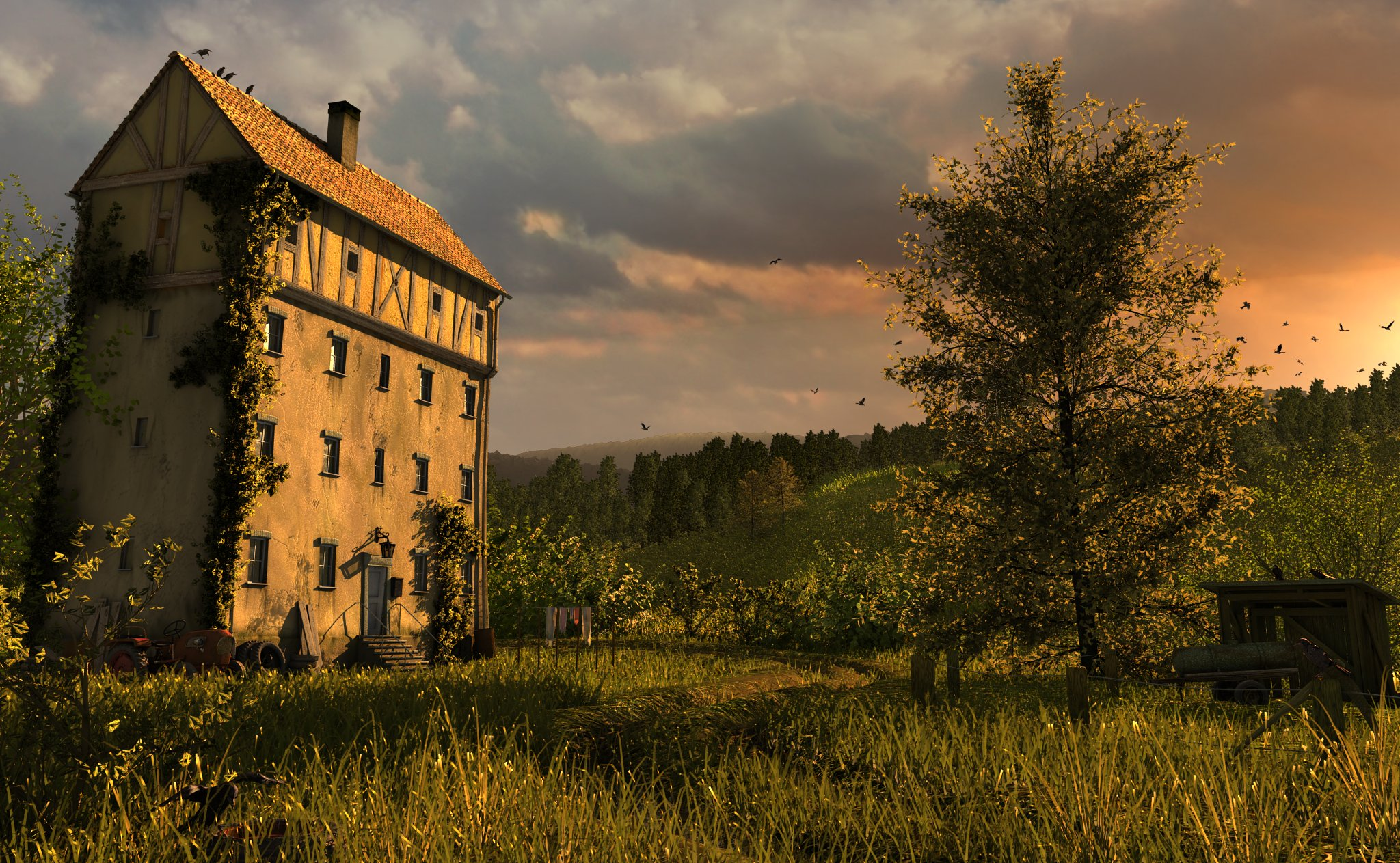
Paisaje campestre con edificaciones diseñado con Blender.

Para la versión 2.40, Nils Tuery añadió una simulación de fluidos usando  métodos Lattice Boltzmann. A mayores, se pueden simular fluidos usando sistemas de partículas; mediante el método smoothed-particle hydrodynamics. Pero esta otra forma tiene el inconveniente de que aún no crea, al menos de forma fácil o automática, una malla de contorno del fluido.

### Humo
Se simula humo con "Smoke" configurando un objeto como emisor "Flow", otro como "Domain" y opcionalmente un "Collision". El emisor se puede configurar para poder simular humo a partir de su propia geometría o a partir de la trayectoria de un sistema de partículas. Además, se puede elegir entre simular solo el humo, humo y fuego o solo fuego; todo esto está disponible en el motor de render interno y desde la versión 2.71 también en Cycles Render, donde se puede personalizar el procesamiento desde el editor de nodos.

## Desarrollo
Desde que Blender fue liberado bajo la licencia GNU GPL v2 ha experimentado cambios significativos en su código base inicial, además de la adición de nuevas características.
Estos cambios han incluido una renovación del sistema de animación, modificaciones del sistema stack based, un sistema de partículas actualizado (utilizado para simular cabello y pelajes), dinámica de fluidos, simulación dinámica para softbodies, soporte para GLSL shader en el motor de juegos, mapeo UV avanzado (mapeo de texturas).
Partes de los desarrollos que se realizaron sobre el software Blender fueron realizados en el marco del programa Summer of Code de Google, en el cual la Blender Foundation ha sido partícipe desde 2005.

## Historial de versiones y sucesos
Blender se ha transformado con numerosos cambios desde su lanzamiento inicial.

### Rama 1.0
En esta etapa se desarrollan las primeras versiones comerciales de blender, se desarrollan nuevas versiones de Blender para otros sistemas operativos, en junio de 2002 Blender pasa a ser software libre en su totalidad.
- 1.00 - enero de 1995 - Desarrollo de Blender en el estudio de animación NeoGeo.
- 1.23 - enero de 1998 - Versión para SGI (IrisGL) publicada en la web.
- 1.30 - abril de 1998 - Versión para GNU/Linux y FreeBSD, se porta a OpenGL y a X.
- 1.3x - junio de 1998 - Creación de NaN.
- 1.4x - septiembre de 1998 - Versión para Sun y GNU/Linux Alpha publicada.
- 1.50 - noviembre de 1998 - Primer manual publicado.
- 1.60 - abril de 1999 - C-key (nuevas características necesitan ser desbloqueadas, $95), la versión de Windows se libera.
- 1.6x - junio de 1999 - Versión para BeOS y PPC publicada.
- 1.80 - junio de 2000 - Fin de la C-key, Blender es totalmente gratuito de nuevo.

### Rama 2.0
La primera versión de esta rama se publicó en agosto del año 2000, e incluía un motor en tiempo real y reproductor interactivo.

### Rama 2.2
La versión 2.26 publicada en 2003, fue la primera versión libre de Blender.
En marzo de 2002 Ton Roosendal, el autor original del programa funda en Ámsterdam la Blender Fundation, encargada de continuar el desarrollo de Blender y promover su uso, quien es el actual CEO de la Blender Fundation.

### Rama 2.3
La primera versión de esta rama se publicó en octubre de 2003. Se introdujo una nueva interfaz.

### Rama 2.4
La primera versión de esta rama se publicó en diciembre de 2005.
En septiembre de 2005 inicia la producción del cortometraje Elephants Dream, finalizada el 24 de mayo de 2006, se observó que los proyectos de animación absorbían mucho tiempo al Blender Institute, así en el verano de 2007 Ton Roosendal establece el Instituto Blender, para tener un instituto independiente encargado de los proyectos de animación. El Instituto Blender presenta el 10 de abril de 2008 el cortometraje Big Buck Bunny y en noviembre de 2008 el videojuego Yo Frankie!.

### Rama 2.5
La primera versión de esta rama se publicó el 13 de abril de 2011

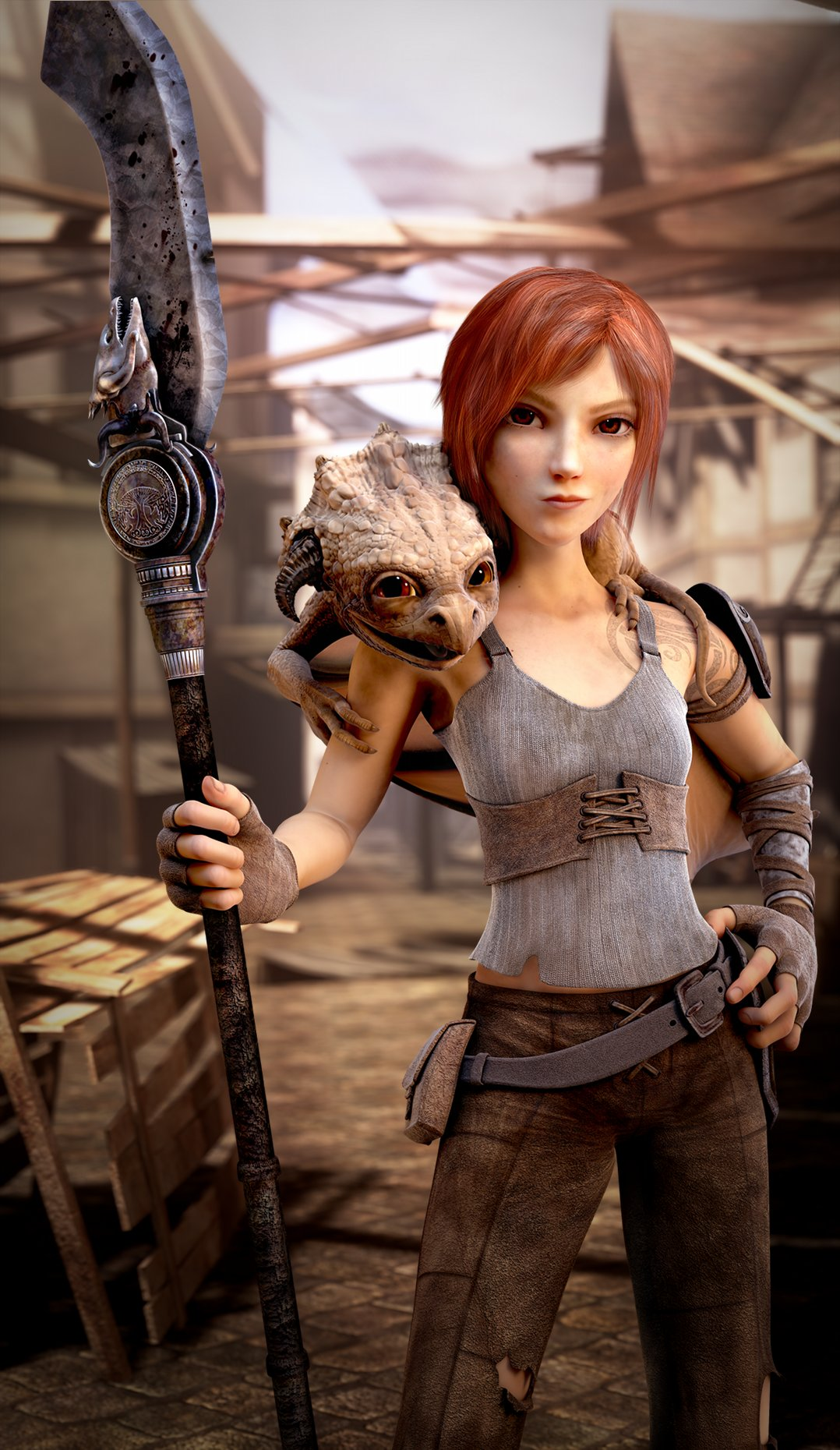
Sintel y Scales, dos personajes del cortometraje Sintel

Comienza a desarrollarse el 24 de diciembre de 2009 y llega a la versión estable 2.57 el 13 de abril de 2011. El 18 de febrero de 2010 el estudio argentino Manos Digitales Animation presenta el largometraje Plumíferos. El 27 de septiembre de 2010 el Blender Institute finaliza el cortometraje Sintel.

### Rama 2.6
La primera versión de esta rama se publicó el 19 de octubre de 2011.

### Rama 2.7
La primera versión de esta rama se publicó el 20 de marzo de 2014.
El comienzo de esta rama coincide con el comienzo del primer largometraje producido por la Fundación Blender, llamado Cosmos Laundromat.

### Rama 2.9
La primera versión de esta rama se publicó el 31 de agosto de 2020. 

### Rama 3.0
La primera versión de esta rama se publicó el 3 de diciembre de 2021.

### Rama 4.0
La primera versión de esta rama se publicó el 14 de noviembre de 2023.

## Proyectos notables hechos con Blender
Hoy son muchos los profesionales que utilizan Blender, así como algunos proyectos profesionales, incluyendo animaciones comerciales, creadas utilizando total o parcialmente Blender. El primer proyecto profesional grande en la que se utilizó Blender fue la película Spider-Man 2, que fue utilizado por primera vez para crear animaciones y vistas previas. Blender ya se ha utilizado para crear negocios en diversas partes del mundo como Sídney, Australia, y Brasil.
Blender compite con programas comerciales como 3DS MAX, CINEMA 4D, LightWave, Maya, Rhino3D, Autodesk Softimage y ZBrush. Blender tiene muchas de las herramientas que tienen los competidores comerciales.

### Elephants Dream

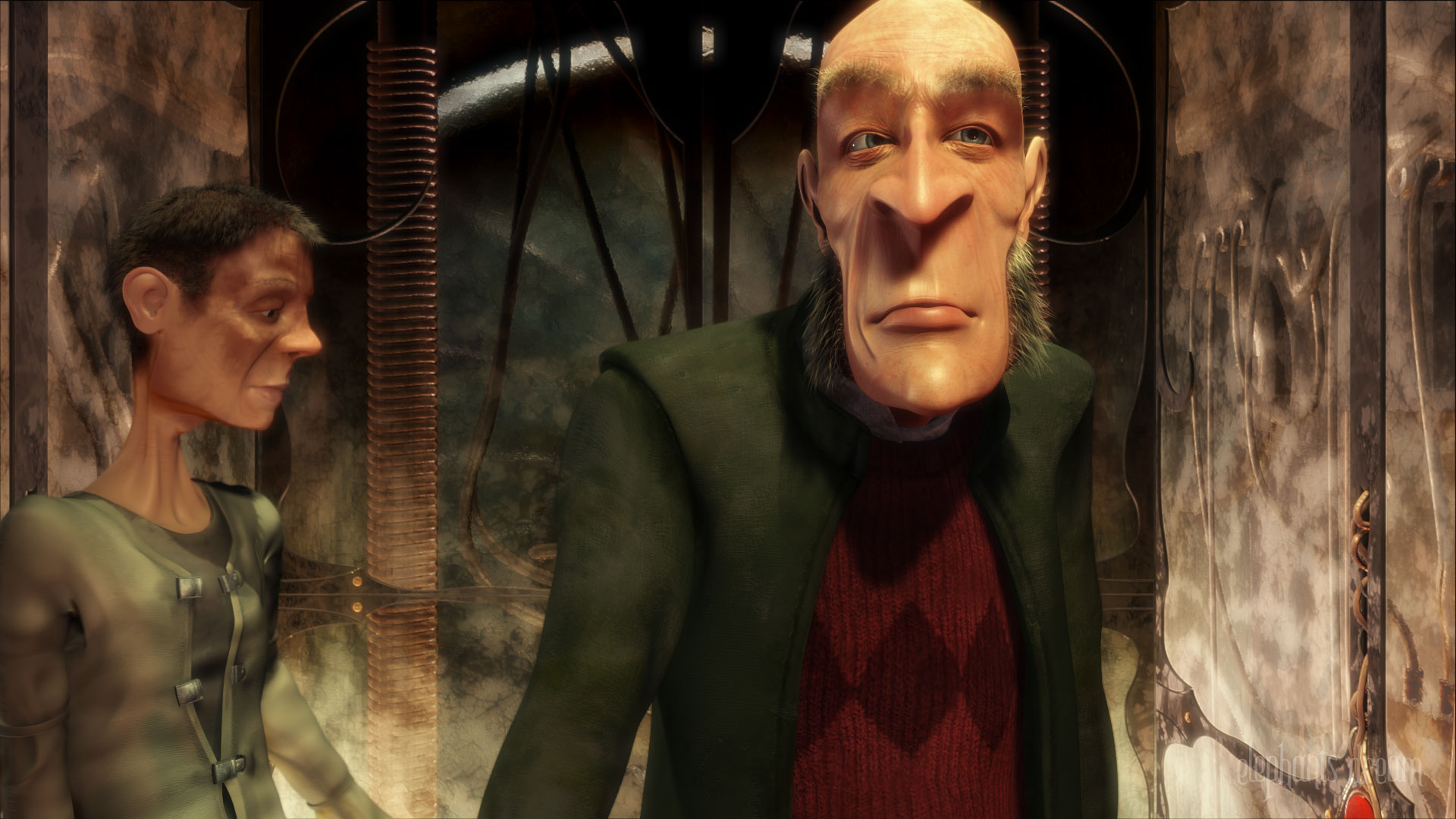
Corto Elephants Dream

Elephants Dream, originalmente titulado Proyecto Orange, es una animación creada usando Blender y otros programas libres, con el objetivo de popularizar el uso de programas libres, y demostrar que hay buenos programas gratuitos para diversos fines. En septiembre de 2005, algunos de los artistas más notables de Blender y los desarrolladores comenzaron a trabajar en la película, usando programas libres, siendo una iniciativa conocida principalmente como el Orange Open Movie Project. El resultado de la película, Elephants Dream, se mostró el 24 de marzo de 2006. Elephants Dream fue la primera animación del mundo del software libre.

### Plumíferos
Plumíferos es una animación hecha en computadora Argentina, la primera animación comercial que se desarrolló íntegramente en software libre, el PlumiBlender, una versión modificada de Blender.

### Big Buck Bunny

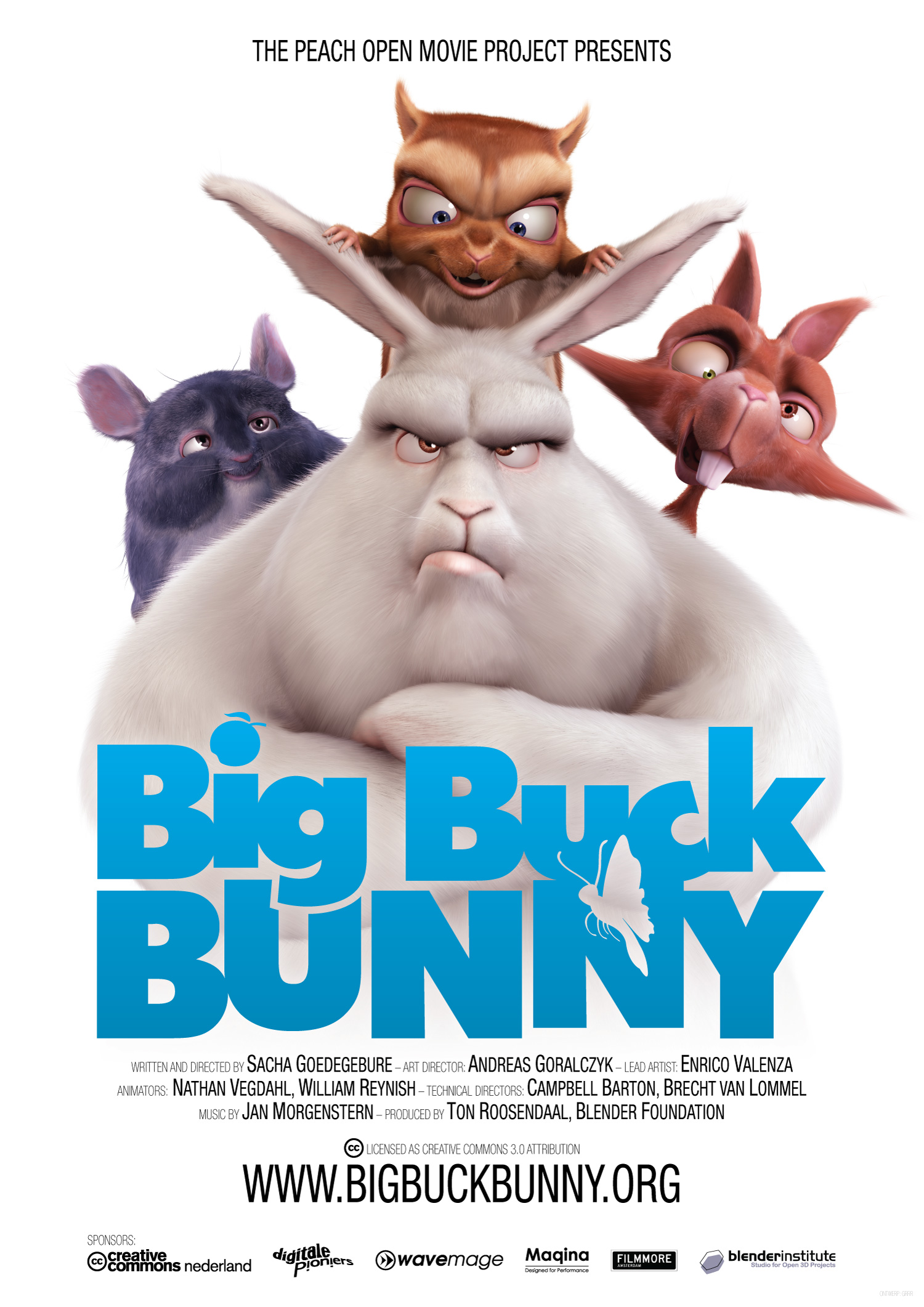
Cartel Big buck bunny

Big Buck Bunny, titulada inicialmente Proyecto Peach, es la segunda animación creada por la Fundación Blender y el primero en ser creado en el nuevo estudio de Blender Institute. A diferencia de la primera animación de la Blender Foundation, los creadores Peach prometieron hacerlo divertido, y no solo como una muestra de las capacidades de Blender. La película fue producida con el apoyo de donaciones y preventa del DVD. Fue lanzada bajo la licencia Creative Commons Atribución 3.0.

### Yo Frankie!
Yo Frankie!, Originalmente titulado Proyecto Apricot es un juego gratuito, basado en la animación gráfica Big Buck Bunny. En él, el jugador controla a Frankie, una ardilla. El juego tenía sus personajes, escenarios y la lógica creada en Blender y renderizado en tiempo real se realizó en el motor gráfico Crystal Space, usando un script automatizado, llamado blender2crystal, que exporta a todo el contenido al Crystal Space. Posteriormente, el partido se dividió en dos versiones, una totalmente implementadas en Blender, y otra en Crystal Space.

### Sintel
Sintel inicialmente titulado Proyecto Durian, anunciado el 8 de mayo de 2009, es el nuevo corto libre del Instituto Blender, planea iniciar la producción en 1 de septiembre de 2009, y se terminó en agosto / septiembre de 2010. Su público objetivo planificada son adolescentes, con el tema de la fantasía y la acción épica. Su protagonista es una joven heroína llamada Sintel. El tráiler Sintel fue publicada el 13 de mayo de 2010 y se puede ver en línea en el sitio oficial de entretenimiento. [42] La película fue estrenada el 27 de septiembre de 2010 en el Festival de Cine de los Países Bajos y en línea 30 de septiembre de 2010.

### Tears of Steel

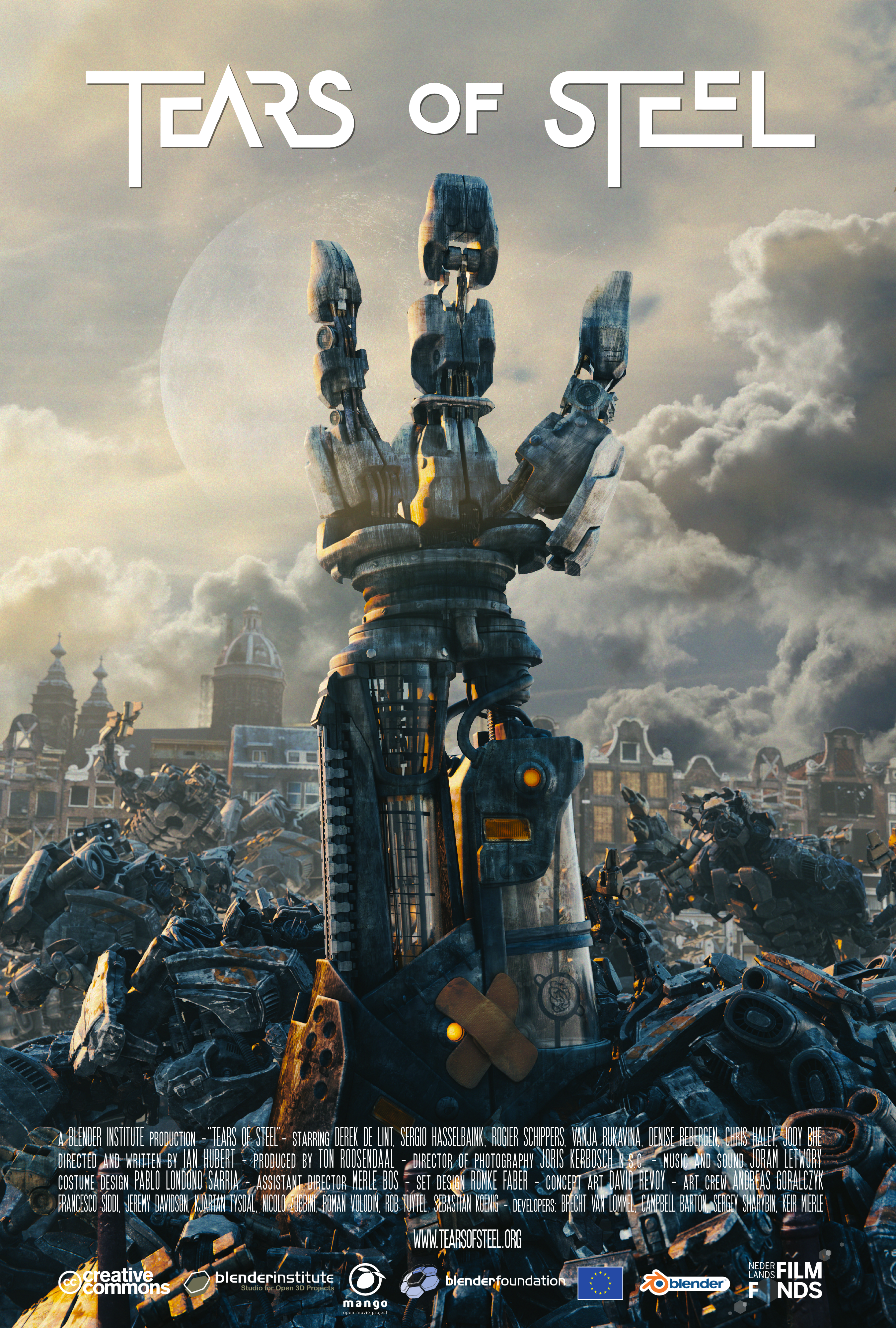
Cartel de Tears of Steel

Tears of Steel, inicialmente titulado Proyecto Mango, anunció el 1 de octubre de 2011 el sitio web oficial de Mango Proyecto fue el primer proyecto Blender de película abierta con actores reales y hecho utilizando el motor de renderizado Cycles, presente desde la versión 2.61 del programa. El rodaje comenzó el 7 de mayo de 2012, y la película fue estrenada el 26 de septiembre del mismo año. La película es un futuro alternativo en Ámsterdam, donde un grupo de científicos tratan de revivir un acontecimiento clave en el pasado para evitar que el mundo sea destruido por robots. No hay mucha información, así como en otros proyectos de Blender, del escenario de la película y sobre el universo en el que los personajes viven, y por lo tanto la mayor parte de la película depende de la interpretación del espectador. El 15 de mayo de 2013 los cineastas liberaron todos los contenidos utilizados en la película bajo licencia Creative Commons. La película también se destacó por ser la primera de las Películas Abiertas que usó un sistema de seguimiento de cámara en la que actores reales interactúan con objetos virtuales, una función recientemente implementado en Blender 2.61 y mejorada en versiones posteriores.

### Cosmos Laundromat
El 10 de enero de 2011, Ton Roosendaal anunció que el quinto proyecto de película abierta sería el nombre en código "Gooseberry" y que su objetivo sería producir un largometraje de animación. Se especulaba que la producción comenzaría en algún momento entre 2012 y 2014. La película es escrita y producida por una coalición de estudios de animación internacional. La formación del estudio fue anunciada el 28 de enero de 2014, con la cooperación de los estudios de Argentina, Australia, Brasil, Francia, España, Estados Unidos, India e Indonesia, entre otros, y la producción comenzó poco después. Para marzo de 2014, se había creado el moodboard y se establecieron los objetivos del desarrollo.

### Alike
La producción de cortometraje de animación Alike se realiza con el sistema operativo Linux y utilizando Blender como herramienta principal, para el modelado, animación, render, composición y edición.

### Sabogal
Sabogal (2015) es un thriller judicial en 13 capítulos que, entre animación e imagen de archivo, nos sumerge en la lucha sin descanso de un hombre valiente por encontrar la verdad. Es dirigida por Juan José Lozano y Sergio Mejía; producida por Liliana Rincón. Una Producción de 3da2 Animation Studios para Canal Capital y Financiada por la ANTV. Es un formato híbrido, pionero de la televisión pública en Colombia con fuertes influencias de los códigos formales y narrativos del cómic y de la novela negra, que mezcla imagen de animación con imagen de archivo. Durante 8 meses más de 140 personas trabajaron para llevar a la pantalla chica este proyecto. Para su realización se usó captura de movimiento. Blender fue utilizado para los procesos de modelado, rigging y animación.

### Spring
El 4 de abril de 2019 se estrenó el corto de animación Spring, producido por el estudio de animación de Blender Institute. Escrito y dirigido por Andy Goralczyk, su objetivo fue probar las capacidades de la versión 2.80 de Blender antes de hacerla pública oficialmente. La historia trata sobre el enfrentamiento de una niña pastora y su perro contra espíritus ancestrales con el fin de continuar el ciclo de la vida.

### Retrato de Tenochtitlan

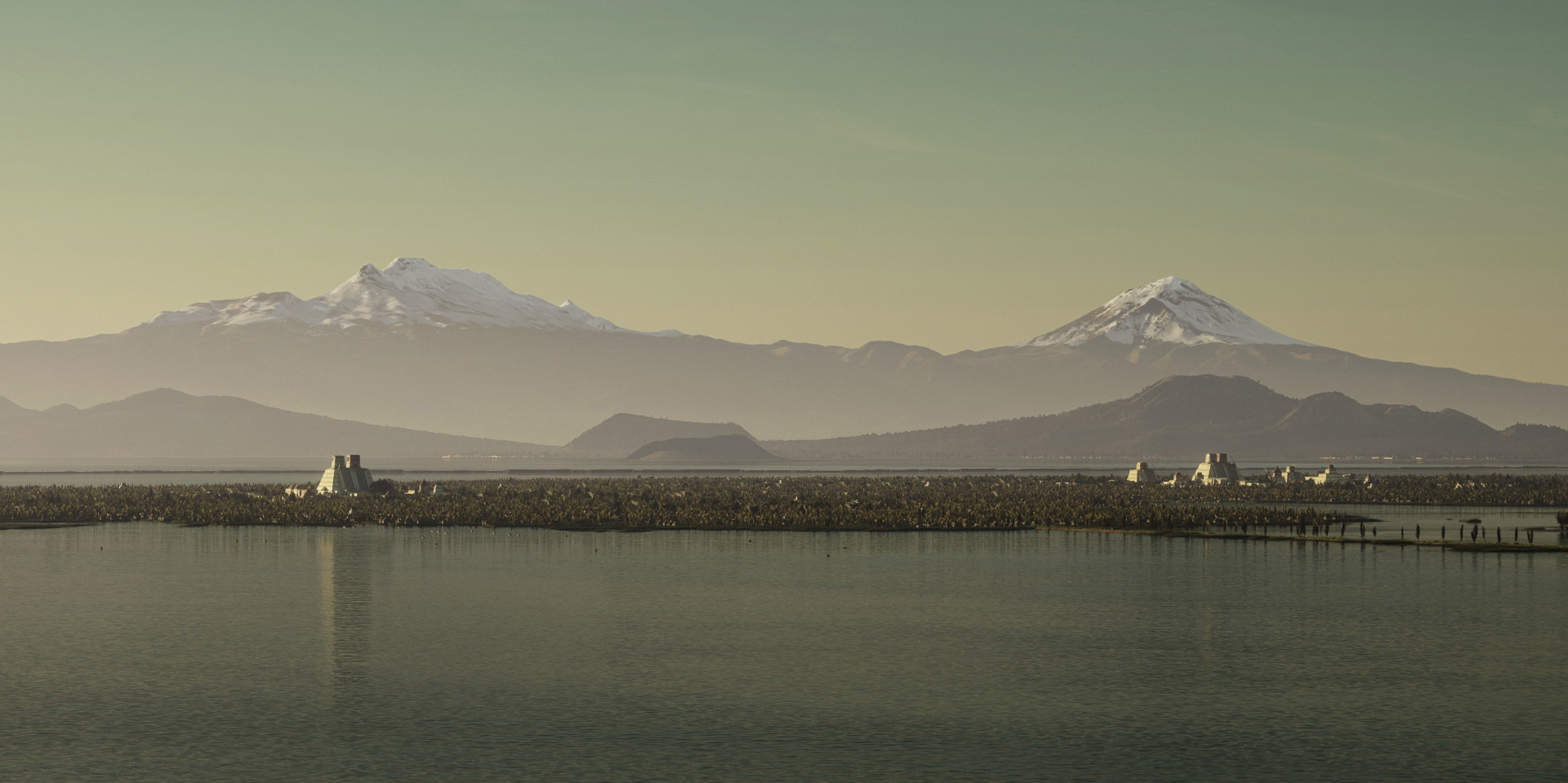
Imagen en 3D de Tenochtitlan en 1518

En septiembre de 2023, Thomas Kole publicó el proyecto Retrato de Tenochtitlan, una serie de imágenes creadas con Blender que recrean la antigua capital de los Mexica.

### Flow

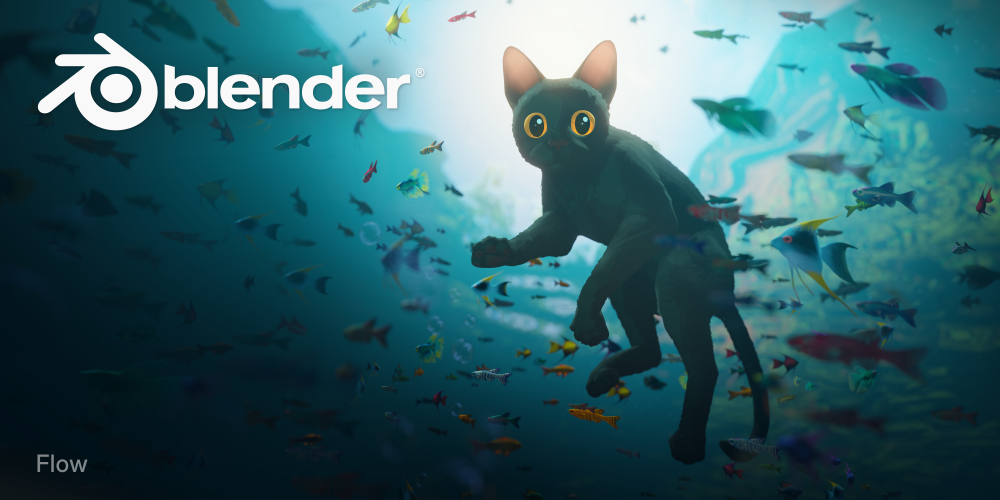
Flow

La película letona de 2024 Flow, completamente realizada y renderizada en Blender, ganó el premio Oscar a la mejor película animada.

## Servicios en línea

### Blender Cloud
La plataforma Blender Cloud fue lanzada en marzo de 2014 por el Blender Institute, es una plataforma basada de computación en la nube basada en suscripción y una extensión en la herramienta Blender que provee almacenamiento y sincronización para respaldar proyectos de animación. Lanzada para promover y recaudar fondos para el proyecto "Project Gooseberry", y con la intención de reemplazar la venta del software Blender en formato DVD, para pasar a hacerlo con un modelo basado en suscripción que permita el alojamiento de archivos, compartir recursos y la colaboración.
Una característica de Blender Cloud es Blender Sync, el cual provee sincronización de cambios en los archivos, preferencias de usuario y otros aspectos similares entre los clientes de Blender.

### Blender Id
Es una característica que provee un log in unificado para todas las herramientas de software y servicios de Blender, entre estos Blender Cloud, Blender Store, Blender Conference, Blender Network, Blender Development Fun and Blender Foundation Certified Training Program.

## Otros campos
La comunidad de Blender ha creado numerosos Add-ons que simplifican su utilización en áreas diferentes a la animación 3D, como la arquitectura, la impresión 3D o la industria Dental. Esto ha permitido la creación de subcomunidades que están en constante desarrollo de dichas herramientas. 